# جون أندرسون (فنان)
جون أندرسون (بالإنجليزية: Jon Anderson)‏ (و. 1944  م) هو مغني، وملحن بريطاني، ولد في أكرينجتون، يستخدم آلات أكلال.

## وصلات خارجية
- جون أندرسون على موقع IMDb (الإنجليزية)
- جون أندرسون على موقع الموسوعة البريطانية (الإنجليزية)
- جون أندرسون على موقع ميوزك برينز (الإنجليزية)
- جون أندرسون على موقع إن إن دي بي (الإنجليزية)
- جون أندرسون على موقع أول ميوزيك (الإنجليزية)
- جون أندرسون على موقع ديسكوغز (الإنجليزية)
- جون أندرسون على موقع قاعدة بيانات الفيلم (الإنجليزية)

- جون أندرسون في قاعدة بيانات الأفلام على الإنترنت